# Quinto Cecilio Metelo Céler

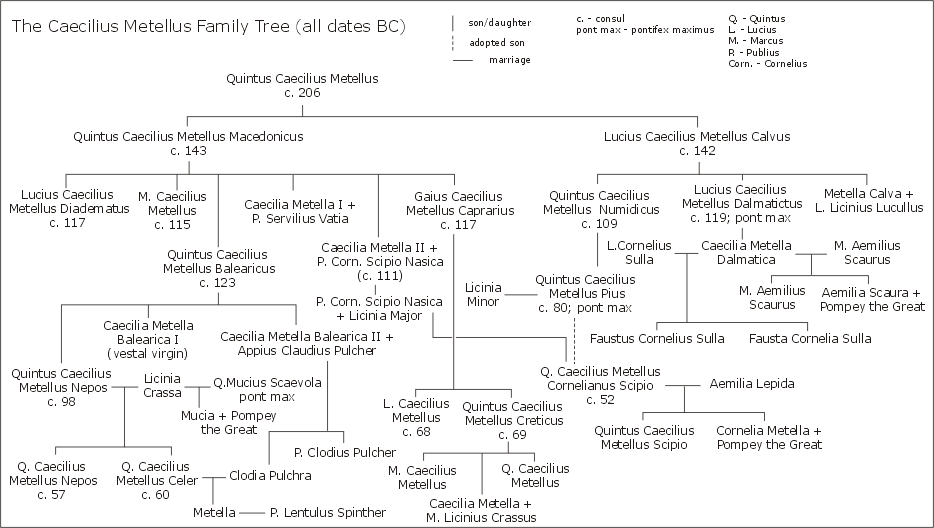
Genealogía de los Cecilio Metelo

Quinto Cecilio Metelo Céler (en Latín, Quintus Caecilius Q. f. Q. n. Metellus Celer; 100 a. C.-59 a. C.) fue un político y militar romano, cónsul en el año 60 a. C.

## Familia
Era probablemente hijo del cónsul del año 98 a. C., Quinto Cecilio Metelo Nepote, y hermano de Quinto Cecilio Metelo Nepote, cónsul a su vez en el año 57 a. C. La duda en el parentesco deriva tanto de Cicerón como de Asconio, porque llaman a Metelo Céler frater (hermano o primo) de Metelo Nepote el Joven y Asconio añade que era hijo de Metelo Nepote el Viejo, nieto de Metelo Baleárico y bisnieto de Metelo Macedónico.

## Cursus honorum
En 66 a. C. sirvió como legatus del ejército de Gneo Pompeyo en Asia durante la tercera guerra mitridática y rechazó un ataque de los albaneses del Cáucaso dirigidos por su rey Oroeses.
Regresó a Roma y fue elegido pretor en el año 63 a. C., año en el que Cicerón fue cónsul. Apoyó al partido aristocrático. Impidió la condena de Cayo Rabirio mediante la eliminación de la bandera militar del monte Janículo.
Durante la conspiración de Catilina, tuvo a su cargo los distritos de los picentinos y de los senones. Bloqueó los pasos de los Apeninos por lo que obligó a Catilina a encarar al cónsul Antonio que avanzaba sobre Etruria. 
En el año 62 a. C. fue propretor con el título de procónsul de la provincia de la Galia Cisalpina debido a que Cicerón había renunciado a ser su gobernador, pues no estaba dispuesto a abandonar Roma. A pesar de que Metelo y Cicerón habían sido estrechos colaboradores, él se enojó mucho cuando el orador atacó a su hermano Nepote.

## Cónsul
En el 61 a. C. Metelo fue elegido cónsul. Por su influencia, impidió la celebración de la Compitalia, que un tribuno de la plebe quería celebrar en oposición de un senatus consultum que lo prohibía. A final de año bloqueó, junto con otros (entre ellos Marco Porcio Catón), las peticiones de los publicanos para pagar menos impuestos por las tierras de Asia. Su petición fue rechazada, pero Julio César les concedió lo solicitado posteriormente, en 59 a. C., mediante un proyecto de ley presentado en los comicios para tal fin. 
Fue cónsul en el 60 a. C. junto con Lucio Afranio, partidario de Gneo Pompeyo. Pompeyo estaba ansioso por obtener la ratificación de sus actos en Asia y de conseguir una asignación de tierras para sus soldados, pero Afranio no era un hombre de capacidad y energía suficientes para llevar a cabo estos deseos. Metelo frustró todos sus planes, ya que Pompeyo era considerado en ese momento el enemigo más formidable de la aristocracia. Fue esta oposición lo que llevó a Pompeyo a los brazos de César y, por lo tanto, preparó la caída de la República. Metelo se opuso a la ley agraria del tribuno Lucio Flavio hasta el punto de ordenar el tribuno su encarcelamiento, pero ni así consiguió doblegar su oposición y finalmente la ley fue retirada.
Actuó con tanta energía y decisión a favor de la aristocracia que Cicerón lo llamó egregius consul y, aunque al principio no se opuso a la adopción de Clodio en una familia plebeya por no dar importancia al asunto, al darse cuenta de que Clodio iba a favorecer la causa del partido democrático, Metelo se opuso a su plan usando todo su poder a pesar de que estaba casado con Clodia, hermana de Publio Clodio Pulcro. 
Como existía una amenaza de guerra en las Galias, el Senado determinó que los cónsules debían por sorteo asumir la gobernación de dichas provincias, pero Metelo, al parecer, no llegó a salir de Roma en el año 59 a. C. Murió tan repentinamente ese año, que se supuso que había sido envenenado por su esposa Clodia, hija de Apio Claudio Pulcro y Cecilia Metela. Su esposa era una auténtica libertina, amante de su hermano Clodio, de Celio, del poeta lírico Cayo Valerio Catulo (que la mencionaba en sus poemas como Lesbia) y de muchos otros. Metelo fue tal vez padre de Cecilia Metela.